# José Francisco Rábago Castillo
José Francisco Rábago Castillo (Tampico, Tamaulipas; 8 de marzo de 1940) es un político mexicano del Partido Revolucionario Institucional. Se ha desempeñado como diputado local por la LIX Legislatura del Congreso del Estado de Tamaulipas, diputado federal por la LXI Legislatura de la Cámara de Diputados y Presidente municipal de Tampico entre 1999 y 2001.

## Biografía
José Francisco Rábago Castillo también conocido como Pepe Rábago nació el 8 de marzo de 1940 en Tampico, Tamaulipas, México. Se ha desempeñado como diputado federal por la LXI legislatura de la Cámara de Diputados (2009-2012) por el Distrito federal 8 de Tamaulipas y como diputado local por la LIX Legislatura del Congreso del Estado de Tamaulipas (2005-2007) por el Distrito local XV(Tampico Norte), ambos cargos por el Partido Revolucionario Institucional.
Pero es conocido por haber ocupado el cargo de Presidente municipal de Tampico durante el periodo de 1999 al 2001 (de igual manera por el Partido PRI).